# Abborrtjärnen (Fredrika socken, Lappland)
Abborrtjärnen är en sjö i Åsele kommun i Lappland och ingår i Öreälvens huvudavrinningsområde. Sjön har en area på 0,046 kvadratkilometer och ligger 443,4 meter över havet.

## Delavrinningsområde
Abborrtjärnen ingår i det delavrinningsområde (714486-161539) som SMHI kallar för Inloppet i Gubbträsket. Medelhöjden är 448 meter över havet och ytan är 34,88 kvadratkilometer. Det finns inga avrinningsområden uppströms utan avrinningsområdet är högsta punkten. Vargån som avvattnar avrinningsområdet har biflödesordning 2, vilket innebär att vattnet flödar genom totalt 2 vattendrag innan det når havet efter 161 kilometer. Avrinningsområdet består mestadels av skog (47 procent) och sankmarker (47 procent). Avrinningsområdet har 0,27 kvadratkilometer vattenytor vilket ger det en sjöprocent på 0,8 procent.